# Chêne-en-Semine
Chêne-en-Semine és un municipi francès situat al departament de l'Alta Savoia i a la regió d'Alvèrnia-Roine-Alps. L'any 2007 tenia 362 habitants.

## Demografia

### Població
El 2007 la població de fet de Chêne-en-Semine era de 362 persones. Hi havia 135 famílies de les quals 19 eren unipersonals (4 homes vivint sols i 15 dones vivint soles), 50 parelles sense fills, 54 parelles amb fills i 12 famílies monoparentals amb fills.
La població ha evolucionat segons el següent gràfic:
Habitants censats

### Habitatges
El 2007 hi havia 152 habitatges, 130 eren l'habitatge principal de la família, 13 eren segones residències i 9 estaven desocupats. 125 eren cases i 26 eren apartaments. Dels 130 habitatges principals, 99 estaven ocupats pels seus propietaris, 27 estaven llogats i ocupats pels llogaters i 4 estaven cedits a títol gratuït; 2 tenien una cambra, 10 en tenien dues, 19 en tenien tres, 31 en tenien quatre i 69 en tenien cinc o més. 104 habitatges disposaven pel capbaix d'una plaça de pàrquing. A 44 habitatges hi havia un automòbil i a 77 n'hi havia dos o més.

### Piràmide de població
La piràmide de població per edats i sexe el 2009 era:
| Homes | Edats   | Dones |
| ----- | ------- | ----- |
| 0     | 95 o +  | 0     |
| 0     | 90 a 94 | 4     |
| 0     | 85 a 89 | 0     |
| 0     | 80 a 84 | 0     |
| 8     | 75 a 79 | 4     |
| 0     | 70 a 74 | 12    |
| 4     | 65 a 69 | 8     |
| 4     | 60 a 64 | 8     |
| 16    | 55 a 59 | 0     |
| 16    | 50 a 54 | 16    |
| 4     | 45 a 49 | 12    |
| 0     | 40 a 44 | 4     |
| 12    | 35 a 39 | 12    |
| 4     | 30 a 34 | 12    |
| 8     | 25 a 29 | 8     |
| 4     | 20 a 24 | 12    |
| 4     | 15 a 19 | 0     |
| 8     | 10 a 14 | 8     |
| 4     | 5 a 9   | 8     |
| 8     | 0 a 4   | 8     |

## Economia
El 2007 la població en edat de treballar era de 253 persones, 207 eren actives i 46 eren inactives. De les 207 persones actives 196 estaven ocupades (107 homes i 89 dones) i 12 estaven aturades (2 homes i 10 dones). De les 46 persones inactives 14 estaven jubilades, 14 estaven estudiant i 18 estaven classificades com a «altres inactius».

### Ingressos
El 2009 a Chêne-en-Semine hi havia 130 unitats fiscals que integraven 366 persones, la mediana anual d'ingressos fiscals per persona era de 22.026 €.

### Activitats econòmiques
Dels 25 establiments que hi havia el 2007, 2 eren d'empreses extractives, 2 d'empreses de fabricació d'altres productes industrials, 7 d'empreses de construcció, 2 d'empreses de comerç i reparació d'automòbils, 1 d'una empresa de transport, 2 d'empreses d'hostatgeria i restauració, 1 d'una empresa immobiliària, 3 d'empreses de serveis, 2 d'entitats de l'administració pública i 3 d'empreses classificades com a «altres activitats de serveis».
Dels 9 establiments de servei als particulars que hi havia el 2009, 1 era un taller de reparació d'automòbils i de material agrícola, 1 guixaire pintor, 3 fusteries, 1 electricista, 1 perruqueria i 2 restaurants.
L'any 2000 a Chêne-en-Semine hi havia 18 explotacions agrícoles que ocupaven un total de 957 hectàrees.

## Equipaments sanitaris i escolars
L'únic equipament sanitari que hi havia el 2009 era una ambulància.
El 2009 hi havia una escola maternal.

## Poblacions més properes
El següent diagrama mostra les poblacions més properes.